# Населённые пункты, вошедшие в состав Кургана
Населённые пункты, вошедшие в состав Кургана — перечень населённых пунктов, существовавших на территории современной Кургана и не являющиеся географическими объектами (или административно-территориальными единицами) административного деления.

## История
14 ноября 1928 года в черту города включены деревни Галкина 1-я[уточнить] и Шевелёва Первогалкинского сельсовета.
12 февраля 1944 года в черту города включены посёлки Галкино, Торфяной, Плодопитомник, Центральная усадьба Кетовского овощемолочного совхоза (Учхоз № 1), Коннтора заготскот, подсобное хозяйство мясокомбината, агрозоотехникум, Рябковский сельсовет (посёлки Рябково и Свинсовхоз), Малочаусовский сельсовет (посёлки Мало-Чаусово, Смолино, Вороновка[уточнить]).
12 сентября 1958 года в черту города включены посёлки Курганка, Увал, Ново-Зайково, Восточный.
1 февраля 1997 года упразднены сельсоветы, входившие в административное подчинение г. Кургана; населённые пункты упразднены: Глинский (с. Глинки, п. Затобольный, п. Кирпичики (17 августа 1981 исключён из учётных данных как сселившийся), п. Утяк, д. Храпова, д. Шепотково), Утякский (ст. Утяк, п. СМП-531, п. ПМС-172, платформа 2372, 2373, 2381 км.) и Черёмуховский (с. Черёмухово, д. Арбинка, д. Нижняя Утятка, д. Осиновка, д. Старокомогоровская).
Согласно Решению Курганской городской Думы от 30 августа 2000 года N 70, населенные пункты, вошедшие в состав Кургана, во время расширения его границ считаются микрорайонами. Таким образом в пределах городской черты расположено к 2000 году 14 таких микрорайонов

## Перечень
- 1. Деревня Осиновка — микрорайон Осиновка.
- 2. Госхоз «Пригородный» — микрорайон Пригородный.
- 3. Село Черемухово — микрорайон Черемухово.
- 4. Село Глинки — микрорайон Глинки.
- 5. Совхоз «Кетовский» (Тополя) — микрорайон Тополя.
- 6. Деревня Зайково — микрорайон Зайково.
- 7. Станция Утяк — микрорайон Утяк.
- 8. Деревня Арбинка — микрорайон Арбинка.
- 9. Поселок завода ММК — микрорайон Мостостроителей.
- 10. Деревня Нижняя Утятка — микрорайон Нижняя Утятка.
- 11. Деревня Старокомогоровка — микрорайон Старокомогоровка.
- 12. Деревня Челноково — микрорайон Челноково.
- 13. Деревня Храпово — микрорайон Храпово.
- 14. Деревня Шепотково — микрорайон Шепотково.